# مگنیت (نبراسکا)
مگنیت(به انگلیسی: Magnet) شهری در ایالت نبراسکا کشور ایالات متحده آمریکا است که جمعیت آن در سرشماری سال ۲۰۱۰ میلادی، ۵۷ نفر بوده‌است.